# Iris oméga

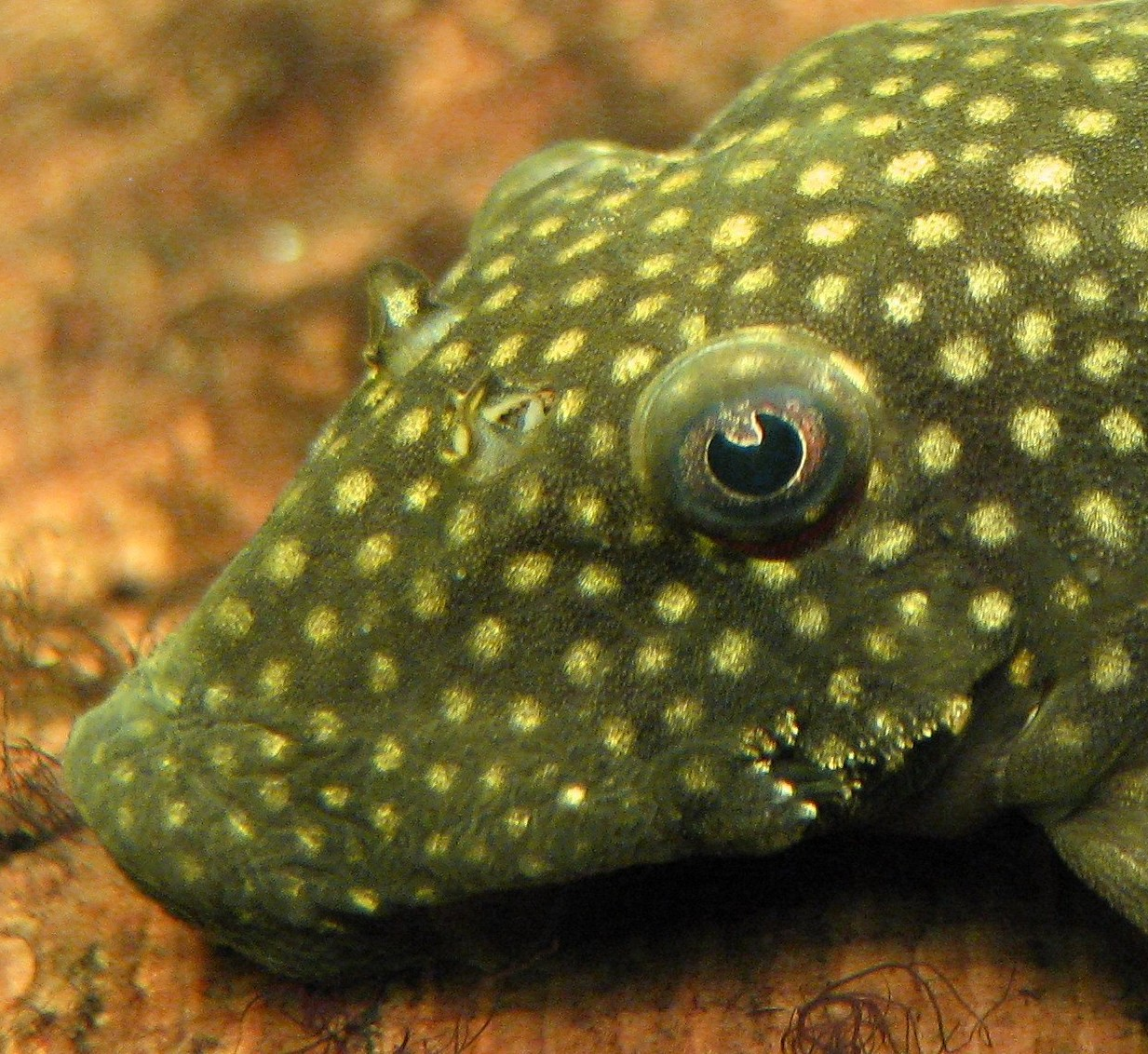
Gros plan sur la tête d'un Ancistrus, montrant l'œil et l'iris oméga

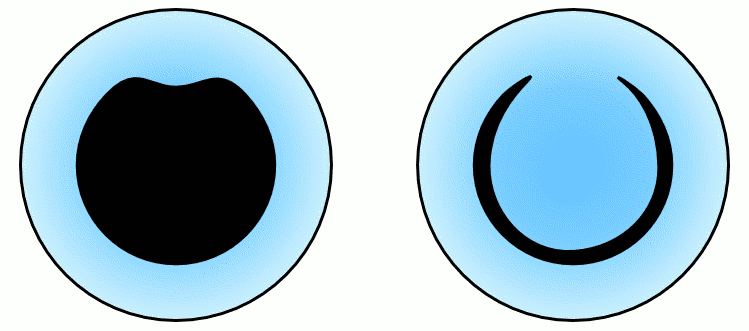
L'iris oméga de certains Loricariidae permet d'ajuster la quantité de lumière qui entre dans leurs yeux.

L'iris oméga, encore appelé occulum diverticulum, est une particularité physiologique de l'œil de certains animaux. Il est notamment connu chez les poissons de la famille des Loricariidae

## Principe
Dans un œil camérulaire, l'iris est un muscle involontaire, dont la contraction module la quantité de lumière qui pénètre dans l'œil via la pupille. Chez la plupart des espèces, l'iris est un sphincter, agissant à la manière d'un diaphragme : en se contractant ou en se relâchant, il module la taille de la pupille ménagée en son centre.
Le fonctionnement d'un iris oméga est différent : la taille de la pupille ne varie pas, c'est une excroissance de l'iris qui grandit et vient progressivement masquer la pupille. La pupille ainsi partiellement occultée prend la forme de la lettre grecque oméga (Ω) inversée, d'où son nom.

## Détermination
L'iris oméga est une caractéristique de la plupart des espèces de Loricariidae ; cependant, certaines en sont dépourvues, et présentent une pupille ronde. Cette particularité est très utilisée en taxinomie, pour la détermination de certaines espèces, notamment au sein du genre Otocinclus